# Ben Okri
Ben Okri (n. 15 martie 1959) este un romancier și poet nigerian. Okri este considerat unul din principalii autori africani din literatura post-modernă și post-colonială tradițională și a fost comparat cu autori precum Salman Rushdie și Gabriel García Márquez. În 1991 a câștigat Premiul Booker.